# Megadasys
Megadasys is een geslacht van buikharigen uit de familie van de Planodasyidae. De wetenschappelijke naam van het geslacht soort werd voor het eerst geldig gepubliceerd in 1974 door Schmidt.

## Soorten
- Megadasys minor Kisielewski, 1987
- Megadasys pacificus Schmidt, 1974
- Megadasys sterreri (Boaden, 1974)